# Fota brunneogrisea
Fota brunneogrisea är en fjärilsart som beskrevs av Barnes och Benjamin 1923. Fota brunneogrisea ingår i släktet Fota och familjen nattflyn. Inga underarter finns listade i Catalogue of Life.